# Риоача (аэропорт)
Аэропорт имени адмирала Падильи (исп. Aeropuerto Almirante Padilla), (ИАТА: RCH, ИКАО: SKRH) — коммерческий аэропорт, расположенный близ города Риоача (департамент Гуахира, Колумбия). Регулярные маршруты из аэропорта обслуживают авиакомпании Avianca и Tiara Air, использующие открытое 21 марта 2009 года новое здание пассажирского терминала.

## Общие сведения
В 2008 году Управление гражданской авиации Колумбии проинвестировало более 16 миллионов долларов США в строительство труб водоснабжения аэропорта, ещё более 7 млн долларов пошло на реконструкцию и модернизацию контрольно-диспетчерского пункта воздушной гавани.
В конце декабря управление аэропортом перешло к компании «SAS East Airport», договор с которой был заключен в форме концессии на 25 лет.

## Авиакомпании и пункты назначения

### Международные
| Город             | Аэропорт                                       | Авиакомпания |
| Tiara Air         |                                                |              |
| Ораньестад, Аруба | международный аэропорт имени королевы Беатрикс | S-360        |

### Внутренние
| Город                  | Аэропорт                                        | Авиакомпания |
| Aerolínea de Antioquia |                                                 |              |
| Барранкилья            | международный аэропорт имени Эрнесто Кортиссоса | JS32         |
| Avianca                |                                                 |              |
| Богота                 | международный аэропорт Эль-Дорадо               | A319, A320   |

### Прекращённые
| Город                        | Аэропорт                                        | Тип самолёта                             | Примечание |
| Aerocóndor Colombia          |                                                 |                                          |            |
| Барранкилья                  | международный аэропорт имени Эрнесто Кортиссоса | L-188, DC-3, DC-4, DC-6                  |            |
| Aerocóndor Colombia          |                                                 |                                          |            |
| Богота                       | международный аэропорт Эль-Дорадо               | B727, C-46, DC-9, Q300, Vickers Viscount |            |
| Медельин                     | международный аэропорт имени Энрике Олая Эрреры | Q300                                     |            |
| Вальедупар                   | аэропорт имени Альфонсо Лопеса Пумарехо         | B727, C-46, DC-9, Q300, Vickers Viscount |            |
| Transportes Aéreos del Cesar |                                                 |                                          |            |
| Вальедупар                   | аэропорт имени Альфонсо Лопеса Пумарехо         | Caravelle, C-402, Vickers Viscount       |            |